# 堺女子短期大学
堺女子短期大学（さかいじょしたんきだいがく、英語: Sakai Women’s Junior College）は、大阪府堺市堺区浅香山町1-2-20に本部を置く日本の私立大学。1965年創立、1965年大学設置。大学の略称は堺女（さかじょ）。

## 概要
- 大阪府堺市堺区に所在する日本の私立短期大学で、設置主体は学校法人愛泉学園[1]。
- 1965年に愛泉女子短期大学という名称で開学した時は、日本史学系と家政系の2学科を設置していた。それらの廃止後は、美容生活文化学科だけの単一学科になったが、5コースに分かれており、保育士コースも設置されている。

### 建学の精神
- 愛と真実の教育、情操豊な女子教育

### 教育および研究
- 「美容文化」・「ビューティーメイク」・「舞台芸術」・「保育士」・「教養」の各コースがある。「美容文化実習」・「メイクアップ」・「ヘアカラーリング」・「サロン実習」・ネイルアート・ブライダル・着付けなどを学ぶビューティーメイクコース、アパレルなど多彩な科目がある。ニューヨークでの海外研修も実施されている。また、ファッションショーが催されるのも一つの特徴となっている。美容師試験の合格祈願として2月頃に「おふくろの味Month」と称したイベントが行われている。

## 沿革
- 短大の設置者である「学校法人愛泉学園」の源流は、 1921年に大阪府立堺高等女学校[注 2]の同窓会「愛泉会」によって設立された堺裁縫女学校。
- なお、この女学校が幾度かの改編・廃校・改称を経て太平洋戦争後の学制改革により新制となり、現在の堺リベラル中学校・高等学校や香ヶ丘リベルテ高等学校となっている[注 3]。

### 年表
- 1951年
  - 3月14日 学校法人が成立する[2]。
- 1965年
  - 1月25日 左記を以て文部省[注釈 1]より短期大学の設置が認可される。[3][4]
  - 2月18日 文部省[注釈 1]より教育職員免許状取得課程の認定
    - 国史科→中学校教諭二級普通免許状・社会
    - 家政科→中学校教諭二級普通免許状・家庭

  - 4月1日 愛泉女子短期大学として以下の学科体制にて開学[5]。
    - 家政科[注釈 2]
    - 国史科[注釈 2]

  - 5月1日 学生数[7]/定員
    - 家政科 36[注釈 3]/40
    - 国史科 9[注釈 3]/40
- 1966年
  - 5月1日 学生数[8]/定員
    - 家政科 125[注釈 3]/80
    - 国史科 44[注釈 3]/80
- 1968年
  - 4月1日 文部省[注釈 1]より国史科に図書館司書資格取得単位の認定。
- 1974年
  - 7月26日 学長の重山重治が、学校法人愛泉学園の理事長に就任
- 1976年
  - 4月1日 理事長の重山重治が、学園長に就任。学科名を以下の通り改称。
    - 国史科→日本史学科
    - 家政科→家政学科
- 1976年
  - 5月1日 学生数[9]/定員
    - 家政学科 113[注釈 3]/80
    - 日本史学科 130[注釈 3]/80
- 1979年
  - 4月1日 堺女子短期大学に改称[10]。
  - 5月1日 学生数[11]/定員
    - 家政学科 182[注釈 3]/80
    - 日本史学科 200[注釈 3]/80
- 1985年
  - 5月1日 学生数[12]/定員
    - 家政学科 347[注釈 3]/80
    - 日本史学科 187[注釈 3]/80
- 1986年
  - 4月1日 以下の通り入学定員増あり[注 4]。
    - 家政学科 40→80
    - 日本史学科 40→80

  - 5月1日 学生数[17]/定員
    - 家政学科 339[注釈 3]/120
    - 日本史学科 247[注釈 3]/120
- 1987年
  - 5月1日 学生数[18]/定員
    - 家政学科 324[注釈 3]/160
    - 日本史学科 308[注釈 3]/160
- 1992年
  - 5月1日 学生数[注 5]/定員
    - 家政学科 270[注釈 3]/160
    - 日本史学科 270[注釈 3]/160
- 1993年
  - 10月7日 関口憲一が理事長・学園長に就任
- 1996年
  - 4月1日 家政学科を生活文化学科に改称[21]。
  - 5月1日 学生数[22]/定員
    - 生活文化学科 96[注釈 3]/80
      - 家政学科 96[注釈 3]/80

    - 日本史学科 202[注釈 3]/160
- 1997年
  - 10月12日 重山香苗が理事長・学園長に就任。
- 1999年
  - 5月1日 学生数[23]/定員
    - 生活文化学科 144[注釈 3]/160
    - 日本史学科 89[注釈 3]/160
- 2000年
  - 4月1日
    - 生活文化学科に美容師養成コース（美容師養成課程）を開設。
    - 学科の入学定員に変更あり[注 6]。
      - 生活文化学科 80→120
      - 日本史学科 80→40
- 2002年
  - 4月1日 生活文化学科にビューティーメイクコースを開設[26]。
- 2003年
  - 4月1日 この年度の入学生より既存の学科を以下の通り改組される[27]。
    - 生活文化学科→美容生活文化学科[注 7]
    - 日本史学科→地域文化学科
- 2004年
  - 1月1日 重山誠央が理事長に就任。
  - 4月1日 以下の学科については、この年度で学生募集を最終とする[注 8]。
    - 地域文化学科

  - 同 bsb（社会人対象ビジネススクール）を開校。
- 2005年
  - 4月1日
    - 美容生活文化学科にメディカルケアコースを開設。
    - 同学科の入学定員を120→160に増員[28]。
    - スタイリストコースをスタイリングメイクコースに改称。
    - 研究生制度を設置。
    - 以下の学科ついては上記の年月日をもって正式に廃止とする[28]。
      - 日本史学科
      - 生活文化学科
- 2006年
  - 4月1日 以下の学科ついては左記をもって正式に廃止とする[29]。
    - 地域文化学科
- 2007年
  - スタイリングメイクコースを舞台芸術コースに改称
- 2008年
  - 4月1日 美容生活文化学科に保育士コースを設置。
- 2010年
  - 4月1日 美容生活文化学科の入学定員を160→150に減員[30]。
- 2012年
  - 4月1日 重山香苗が学長に就任[31]
- 2014年
  - 4月1日 別科美容師養成課程（通信）を開設[32]。
- 2015年
  - 教養コースを開設。

## 基礎データ

### 所在地
- 大阪府堺市堺区浅香山町1-2-20

### 象徴
- 右記資料を参照[注 9]

## 教育および研究

### 組織

#### 学科
- 美容生活文化学科 入学定員150名[1]。

##### 過去にあった学科
- 地域文化学科 入学定員40名[注 10]
- 生活文化学科 入学定員120名[注 11]

#### 専攻科
- なし

#### 別科
- 別科美容師養成通信課程 入学定員60名[注 12]

##### 取得資格及びその変遷
資格
- 保育士：保育士コースにて取得できる

受験資格
- 美容師

- 中学校教諭二種免許状
  - 家庭 生活文化学科[注 13]及びその前身[37]。
  - 社会 地域文化学科[38]及びその前身[注 14]

### 研究
- 『堺女子短期大学紀要』[39]
- 『愛泉女子短期大学紀要』[40]

### キャンパス
- 図書館
- 学生食堂
- 茶室
- 成麗館
- 香泉館

## 学生生活

### 部活動・クラブ活動・サークル活動
- 堺短期大学のクラブ活動
  - 体育系：テニス・バドミントン・バスケットボール・スキー・弓道・ワンダーフォーゲルほか
  - 文化系：漫画・茶道・琴・演劇・点字・映画・美術・文芸ほか。

### 学園祭
堺女子短期大学の学園祭は「かおり祭」と呼ばれ毎年、概ね11月に行なわれている。模擬店や展示ほか、ファッションショーなどが催される。

## 大学関係者と組織

### 大学関係者組織
- 堺女子短期大学同窓会組織がある

## 卒業後の進路
- 美容生活文化学科：美容業界への就職者が多く、サマンサタバサ・サンエー・インターナショナル・資生堂・コーセー・マックスファクター・ロレアルなどの一般企業や美容室各種ほか就職先は多岐にわたっている[要出典]。

### 編入学・進学実績
- 日本史学科・地域文化学科：愛知学院大学・京都精華大学・京都橘大学・花園大学・佛教大学・立命館大学・追手門学院大学・高野山大学ほか。
- 生活文化学科：大阪産業大学・桃山学院大学ほか。

## 基礎データ
- 費用は年170万円で、他に教材費0円～19万円（コースにより額は異なる）と保険料等が必要（2020年現在[41]）。

### 交通アクセス

#### 鉄道
- JR西日本阪和線浅香駅から（徒歩約5分）、または堺市駅から（徒歩約10分）
- 南海高野線浅香山駅から徒歩約12分

#### バス
- 南海高野線堺東駅前4番乗り場から南海バスで「河内天美駅前」行き、または「Osaka Metro（地下鉄）御堂筋線北花田駅前」行きで、「愛泉学園前」（乗車時間は約10分）
- 御堂筋線北花田駅前2番乗り場から南海バスで「堺東駅前」行き（乗車時間は約5分）
- 近鉄南大阪線河内天美駅前から南海バスで堺東駅前行き（乗車時間は約25分）

## 系列校
- 香ヶ丘リベルテ高等学校
- 堺リベラル中学校・高等学校